# Trofeo Mundial de Rugby Juvenil
El Trofeo Mundial de Rugby Juvenil fue un torneo de selecciones nacionales juveniles masculinas de rugby de segundo nivel, fue organizado por la World Rugby para jugadores de hasta 20 años.
Su última temporada fue en 2024 en su edición disputada en Escocia.

## Reseña histórica
Desde el 2002 hasta el 2006 en un país elegido como sede la IRB realizaba anualmente el Campeonato Mundial de Rugby M21. Análogamente, entre el 2004 y el 2007 se celebraba el Campeonato Mundial de Rugby M19 con divisionales A y B. Estos torneos antiguamente los organizaban otras uniones de rugby.
Luego de una reestructura, la entonces IRB suprimió dichos torneos y creó el Trofeo Mundial de Rugby Juvenil (M20) en el que el equipo campeón asciende al Campeonato Mundial de Rugby Juvenil del año siguiente. Estas dos competiciones fueron creadas en el 2008 y a diferencia de las anteriores se celebran en sede y fecha independiente, también se dejó de lado las divisionales.
El campeonato tiene lugar entre abril y junio de cada año, su sede varía con cada edición y entre los competidores se encuentra el país organizador, una selección descendida del Campeonato Mundial y otras 6 selecciones clasificadas por torneos juveniles de cada confederación asociada a la WR.
El sistema de disputa siempre ha sido el mismo, los 8 participantes forman dos grupos y en cada uno de ellos se juega con el sistema de todos contra todos, los clasificados en 4.º lugar se enfrentan en un partido para determinar el séptimo puesto de la general, los clasificados en 3.º lugar van por el quinto puesto, los 2.º por el tercero y los ganadores de serie dirimen el título.

## Campeonatos
| Edición | Año  | Sede           | Campeón                               | 2.º puesto                            | 3.º puesto                            | 4.º puesto                            | 5.º puesto                            | 6.º puesto                            | 7.º puesto                            | 8.º puesto                            |
| ------- | ---- | -------------- | ------------------------------------- | ------------------------------------- | ------------------------------------- | ------------------------------------- | ------------------------------------- | ------------------------------------- | ------------------------------------- | ------------------------------------- |
| I       | 2008 | Chile          | Uruguay                               | Chile                                 | Georgia                               | Rumania                               | Namibia                               | Corea del Sur                         | Islas Cook                            | Jamaica                               |
| II      | 2009 | Kenia          | Rumania                               | Estados Unidos                        | Chile                                 | Kenia                                 | Namibia                               | Papúa NG                              | Corea del Sur                         | Islas Caimán                          |
| III     | 2010 | Rusia          | Italia                                | Japón                                 | Rusia                                 | Rumania                               | Uruguay                               | Canadá                                | Zimbabue                              | Papúa NG                              |
| IV      | 2011 | Georgia        | Samoa                                 | Japón                                 | Georgia                               | Uruguay                               | Canadá                                | Rusia                                 | Estados Unidos                        | Zimbabue                              |
| V       | 2012 | Estados Unidos | Estados Unidos                        | Japón                                 | Tonga                                 | Georgia                               | Chile                                 | Canadá                                | Zimbabue                              | Rusia                                 |
| VI      | 2013 | Chile          | Italia                                | Canadá                                | Chile                                 | Japón                                 | Tonga                                 | Portugal                              | Uruguay                               | Namibia                               |
| VII     | 2014 | Hong Kong      | Japón                                 | Tonga                                 | Estados Unidos                        | Uruguay                               | Georgia                               | Namibia                               | Canadá                                | Hong Kong                             |
| VIII    | 2015 | Portugal       | Georgia                               | Canadá                                | Uruguay                               | Tonga                                 | Fiyi                                  | Namibia                               | Portugal                              | Hong Kong                             |
| IX      | 2016 | Zimbabue       | Samoa                                 | España                                | Fiyi                                  | Namibia                               | Estados Unidos                        | Uruguay                               | Hong Kong                             | Zimbabue                              |
| X       | 2017 | Uruguay        | Japón                                 | Portugal                              | Uruguay                               | Namibia                               | Chile                                 | Fiyi                                  | Canadá                                | Hong Kong                             |
| XI      | 2018 | Rumania        | Fiyi                                  | Samoa                                 | Portugal                              | Namibia                               | Uruguay                               | Hong Kong                             | Canadá                                | Rumania                               |
| XII     | 2019 | Brasil         | Japón                                 | Portugal                              | Tonga                                 | Uruguay                               | Canadá                                | Kenia                                 | Brasil                                | Hong Kong                             |
| -       | 2020 | España         | Cancelado por la pandemia de COVID-19 | Cancelado por la pandemia de COVID-19 | Cancelado por la pandemia de COVID-19 | Cancelado por la pandemia de COVID-19 | Cancelado por la pandemia de COVID-19 | Cancelado por la pandemia de COVID-19 | Cancelado por la pandemia de COVID-19 | Cancelado por la pandemia de COVID-19 |
| -       | 2021 | España         | Cancelado por la pandemia de COVID-19 | Cancelado por la pandemia de COVID-19 | Cancelado por la pandemia de COVID-19 | Cancelado por la pandemia de COVID-19 | Cancelado por la pandemia de COVID-19 | Cancelado por la pandemia de COVID-19 | Cancelado por la pandemia de COVID-19 | Cancelado por la pandemia de COVID-19 |
| XIII    | 2023 | Kenia          | España                                | Uruguay                               | Escocia                               | Samoa                                 | Zimbabue                              | Kenia                                 | Estados Unidos                        | Hong Kong                             |
| XIV     | 2024 | Escocia        | Escocia                               | Estados Unidos                        | Japón                                 | Uruguay                               | Países Bajos                          | Samoa                                 | Hong Kong                             | Kenia                                 |

## Posiciones
- Número de veces que las selecciones ocuparon cada posición en todas las ediciones.

| Equipo             | Campeón | 2.º puesto | 3.º puesto | 4.º puesto | 5.º puesto | 6.º puesto | 7.º puesto | 8.º puesto |
| ------------------ | ------- | ---------- | ---------- | ---------- | ---------- | ---------- | ---------- | ---------- |
| Japón              | 3       | 3          | 1          | 1          |            |            |            |            |
| Samoa              | 2       | 1          |            | 1          |            | 1          |            |            |
| Italia             | 2       |            |            |            |            |            |            |            |
| Estados Unidos     | 1       | 2          | 1          |            | 1          |            | 2          |            |
| Uruguay            | 1       | 1          | 2          | 4          | 2          | 1          | 1          |            |
| España             | 1       | 1          |            |            |            |            |            |            |
| Georgia            | 1       |            | 2          | 1          | 1          |            |            |            |
| Fiyi               | 1       |            | 1          |            | 1          | 1          |            |            |
| Escocia            | 1       |            | 1          |            |            |            |            |            |
| Rumania            | 1       |            |            | 2          |            |            |            | 1          |
| Portugal           |         | 2          | 1          |            |            | 1          | 1          |            |
| Canadá             |         | 2          |            |            | 2          | 2          | 3          |            |
| Tonga              |         | 1          | 2          | 1          | 1          |            |            |            |
| Chile              |         | 1          | 2          |            | 2          |            |            |            |
| Rusia              |         |            | 1          |            |            | 1          |            | 1          |
| Namibia            |         |            |            | 3          | 2          | 2          |            | 1          |
| Kenia              |         |            |            | 1          |            | 2          |            | 1          |
| Zimbabue           |         |            |            |            | 1          |            | 2          | 2          |
| Países Bajos       |         |            |            |            | 1          |            |            |            |
| Hong Kong          |         |            |            |            |            | 1          | 2          | 5          |
| Corea del Sur      |         |            |            |            |            | 1          | 1          |            |
| Papúa Nueva Guinea |         |            |            |            |            | 1          |            | 1          |
| Islas Cook         |         |            |            |            |            |            | 1          |            |
| Brasil             |         |            |            |            |            |            | 1          |            |
| Jamaica            |         |            |            |            |            |            |            | 1          |
| Islas Caimán       |         |            |            |            |            |            |            | 1          |